# Caragobius rubristriatus
Caragobius rubristriatus é uma espécie de peixe da família Gobiidae e da ordem Perciformes.

## Habitat
É um peixe de clima tropical e bentopelágico.

## Distribuição geográfica
É encontrado no Oceano Pacífico ocidental: Austrália.

## Observações
É inofensivo para os humanos.